# Brunsviga (Studentenverbindung)
Brunsviga bezieht sich auf die Stadt Braunschweig und das Herzogtum Braunschweig. Danach benannt sind die Studentenverbindungen
- Burschenschaft Brunsviga, Göttingen
- Corps Brunsviga Göttingen
- Corps Brunsviga München →  Corps Rhenania-Brunsviga Erlangen
- Landsmannschaft Brunsviga Leipzig, seit 2015 fusioniert zur Landsmannschaft Ubia Brunsviga Palaeomarchia im CC zu Bochum
- Turnerschaft Brunsviga-Brunonia zu Braunschweig